# Subra Suresh

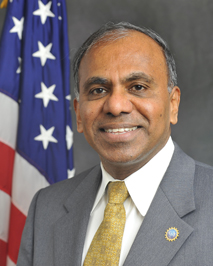
Subra Suresh

Subra Suresh (* 30. Mai 1956 in Mumbai) ist ein indisch-US-amerikanischer Ingenieurwissenschaftler.
Suresh studierte am Indian Institute of Technology in Madras mit dem Bachelor-Abschluss 1977 und an der Iowa State University mit dem Master-Abschluss 1979. Er wurde 1981 am Massachusetts Institute of Technology (MIT) promoviert. 1983 wurde er Assistant Professor, 1986 Associate Professor und 1989 Professor an der Brown University. Ab 1993 war er Richard P. Simmons Professor am MIT und später Vannevar Bush Professor. Von 2000 bis 2006 stand er der Abteilung Materialwissenschaft vor und von 2007 bis 2010 war er Vorstand der Ingenieursfakultät des MIT.
2010 wurde er Präsident der National Science Foundation. Seit 2013 ist er als Nachfolger von Jared Cohon Präsident der Carnegie Mellon University.
Suresh befasst sich mit Metallurgie, insbesondere Ermüdungserscheinungen, dünnen Filmen, Nano-Biomechanik (z. B. bei Krebszellen).
2012 erhielt er die Timoshenko Medal, 2007 die European Materials Medal, 2008 die A. C. Eringen Medal und 1985 den Presidential Young Investigator Award. 1985 erhielt er die Matthewson Gold Medal der Mineral, Metals and Materials Society. 2011 erhielt er den Padma Shri, 2015 die IRI Medal und 2023 die National Medal of Science.

## Mitgliedschaften
Suresh ist Mitglied der National Academy of Sciences, der National Academy of Engineering und der American Academy of Arts and Sciences. Außerdem ist er seit 2014 foreign Fellow der Indian National Science Academy (INSA), der Indian Academy of Engineering, der Third World Academy of Sciences, der spanischen Akademie der Wissenschaften und Ingenieursakademie, der königlich schwedischen Ingenieursakademie, der Leopoldina und der Académie des sciences. Er ist siebenfacher Ehrendoktor.

## Schriften
- mit Lambert B. Freund: Thin film materials, Cambridge University Press 2003
- Herausgeber: Fundamentals of metal-matrix composites, Butterworth-Heinemann 1993
- mit Andreas Mortensen: Fundamentals of Functionally Graded Materials: processing and thermomechanical behaviour of graded metals and metal-ceramic composites, IOM Communications 1998
- Fatigue of Materials, Cambridge University Press 1991, 2. Auflage 1998